# Richie McCaw
Richard Hugh Richie McCaw (31 de desembre de 1980, Oamaru, Nova Zelanda) és un ex-jugador de rugbi neozelandès. Jugava en la posició de flanker obert (nº7) i fou capità dels All Blacks. A nivell de clubs, McCaw va jugar per Canterbury a la National Provincial Championship i pels Crusaders al Super Rugby.
McCaw fou considerat el millor tercera línia del món i la seva influència en l'èxit dels All Blacks fou tan important com la del llegendari Michael Jones. És particularment conegut per la seva resistència, el que li permetia obtenir la pilota en qualsevol part del camp i, per tant, ser un suport constant als seus companys. Ràpid, potent, incansable, fou un dels millors en recuperar la pilota del ruck. Els anys 2006, 2009 i 2010, fou triat per la WR (World Rugby) com el Millor jugador del Món en aquests anys, sent l'únic, al costat de Dan Carter (2005, 2012, 2015), a guanyar el guardó en tres ocasions i el que més vegades ha estat en la llista de candidats a guanyar-ho amb 8 nominacions.

## Carrera
McCaw ja va causar impressió quan fou seleccionat per a les seleccions Sub-19 i Sub-21 de Nova Zelanda. Va debutar amb els All Blacks l'any 2001 a Dublín contra Irlanda, i ja en el seu primer partit fou nomenat "Jugador del partit". Dos anys després, va debutar en el seu primer Mundial, a la Copa del Món de Rugbi de 2003 d'Austràlia. En aquest Mundial, va jugar tots els partits i va arribar fins a les semifinals, després de vèncer a Sud-àfrica, i caient davant l'amfitriona selecció de rugbi d'Austràlia, havent-se de conformar amb la tercera plaça. Després de finalitzar l'any, va ser premiat amb el Trofeu Tremain Kelvin, que el condecorà com el millor jugador de l'any de Nova Zelanda.
L'any 2006, McCaw va ser nomenat capità dels All Blacks substituint a Tana Umaga. L'any 2010 va signar un contracte en el qual percebia 750000 $NZD (478927,20 euros), sent únicament superat pel seu company de selecció, Daniel Carter.

### 2011-2015
A la Copa Mundial de Rugbi de 2011 realitzada a Nova Zelanda, va aconseguir la seva internacionalitat número 100 representant als All Blacks, sent el primer jugador a aconseguir aquesta fita, això fou durant el partit que va enfrontar als All Blacks contra el combinat de França en un partit vàlid per a la fase de grups (Grup A), en el qual els amfitrions van resultar vencedors. En el seu partit nombre 103 amb la samarreta dels All Blacks, va liderar al seu equip a vèncer a França per 8-7 en la final del Mundial en l'estadi de Eden Park, a la ciutat d'Auckland, aixecant la Copa Webb Ellis en el mateix lloc on 24 anys abans ho fes David Kirk.
Uns mesos després de guanyar el mundial, fou operat amb èxit del seu peu dret extraient-li un cargol del peu, que li va ser inserit a causa d'una fractura anterior per estrès, i rebent un empelt en l'os, estant de baixa uns 3 mesos. Al febrer de 2012, va anunciar que tornaria als terrenys de joc a l'abril, perdent-se les cinc primeres jornades del Super XV. El 2015 és seleccionat per formar part de la selecció neozelandesa que participa en la Copa Mundial de Rugbi de 2015.
Va formar part de l'equip que va guanyar la final davant Austràlia per 34-17, entrant en la història del rugbi en ser la primera selecció que guanya el títol de campió en dues edicions consecutives.En la roda de premsa posterior a la final de la Copa de Món, l'entrenador dels All Blacks, Steve Hansen va declaroarque:"McCaw és el millor All Black que hem tingut mai".
Poc després de la final, McCaw anunciaria que es retirava del Rugbi professional.

## Palmarès

### Clubs

#### Canterbury
- Campió de la National Provincial Championship (2001, 2004, 2008, 2009, 2010 i 2011)

#### Crusaders
- Campió del Super Rugby (2002, 2005, 2006 i 2008)
- Finalista de la Super Rugby (2003, 2004 i 2011)

### Selecció nacional

#### Copa del Món
| Edició            | Posició         | Resultats de Nova Zelanda | Resultats de McCaw | Partits jugats de McCaw |
| ----------------- | --------------- | ------------------------- | ------------------ | ----------------------- |
| Austràlia 2003    | 3º              | 6 v, 0 n, 1 d             | 6 v, 0 n, 1 d      | 7/7                     |
| França 2007       | Quarts de final | 4 v, 0 n, 1 d             | 3 v, 0 n, 1 d      | 4/5                     |
| Nova Zelanda 2011 | Campió          | 7 v, 0 n, 0 d             | 5 v, 0 n, 0 d      | 5/7                     |
| Anglaterra 2015   | Campió          | 7 v, 0 n, 0 d             |                    |                         |

Llegenda: V = Victòria ; N = Empat ; D = Derrota.

### Consideracions personals
- 2001 - Millor jugador de l'any Sub-21
- 2003 - Premiat per la NPC com a millor jugador de l'any
- 2003 - Trofeu Tremain Kelvin com a millor jugador de l'any
- 2004 - Premiat per la NPC com a millor jugador de l'any
- 2006 - Trofeu Tremain Kelvin com a millor jugador i capità de l'any
- 2006 - World Rugbi Jugador de l'Any
- 2009 - Trofeu Tremain Kelvin com a millor jugador de l'any
- 2009 - World Rugbi Jugador de l'Any
- 2010 - Esportista de l'Any de Nueza Zelanda
- 2010 - World Rugbi Jugador de l'Any
- 2011 - Esportista de l'Any de Nueza Zelanda